# Virgin Snow
Pour plus de détails, voir Fiche technique et Distribution.
Virgin Snow (en hangul : 첫눈 - RR : Cheotnun, en japonais : 初雪の恋 ヴァージン・スノー - Hatsuyuki no koi) est un film nippo-coréen réalisé par Han Sang-hye, sorti en 2007.

## Synopsis
Kim-min, un jeune coréen, déménage à Kyoto, au Japon pour le travail de son père qui est potier. Un jour, dans un sanctuaire, il rencontre Nanae Sasaki et tombe amoureux dès le premier regard. Elle est d'ailleurs étudiante dans la même université que lui. Leur amitié évolue malgré leurs différences culturelles et linguistiques. Mais la grand-mère de Min tombe soudainement malade et celui-ci retourne en Corée sans avoir la chance d'expliquer à Nanae. Alors qu'il retourne au Japon après la guérison de sa grand-mère, il constate que Nanae a disparu...

## Fiche technique
- Titre international : Virgin Snow
- Réalisation : Han Sang-hye
- Scénario : Han Sang-hye, Kazuhiko Ban
- Direction artistique : Susumu Inuzuka, Kang Seung-yong
- Costumes : Chae Kyung-hwa, Mayu Nishikawa
- Photographie : Shigeru Ishihara (jp)
- Montage : Kyung Min-ho
- Musique : Jeong Jae-hwan, Naotaro Moriyama
- Production : Jonathan Kim, Kim Joo-sung, Kazuo Kuroi
- Société de distribution : CJ Entertainment
- Pays d'origine :  Corée du Sud,  Japon
- Langue originale : Coréen - Anglais - Japonais
- Format : Couleur - 1.85 : 1
- Dates de sortie :
  - Japon : 12 mai 2007 (Tokyo)
  - Corée du Sud : 1er novembre 2007

## Distribution
- Lee Joon-gi : Kim-min
- Aoi Miyazaki : Sasaki Nanae
- Kimiko Yo : Mayumi Sasaki
- Otoha : Mr. Fukuyama
- Ayaka Morita : Kaori
- Shun Shioya : Yasuji Kojima
- Miyu Yagyu : Yuri Sasaki
- Lee-hwan : Kim Da-hyeon